# クリーブランド・バーク・レイクフロント空港
クリーブランド・バーク・レイクフロント空港 (クリーブランド・バーク・レイクフロントくうこう、英語: Cleveland Burke Lakefront Airport) は、アメリカ合衆国、オハイオ州クリーブランドに所在する空港。クリーブランド市北東部、エリー湖岸に位置する。ゼネラル・アビエーションが主体の空港で、クリーブランド・ホプキンス国際空港を補完する位置付けである。空港の名は元クリーブランド市長であり上院議員であったトーマス・A・バークに因んで命名された。
クリーブランド・バーク・レイクフロント空港はクリーブランド市が所有、運営している。同空港ではビジネスジェットや近距離チャーター便の就航数が増加している。2005年には20,618便のチャーター便が発着し、2006年には23,370便に増加した。2007年度は最初の10か月で18,595便が発着した。同空港の発着便数は年平均87,000便である（2000年から2006年）。2007年の最初の10か月間の総便数は60,013便である。

## 過去の定期便
2006年末以来、同空港には定期便が就航していない。ディスティネイション・ワン社が短期間定期チャーター便をデトロイトおよびシンシナティ近郊の空港、ヒルトン・ヘッド空港（サウスカロライナ州）との間に運行していたが、現在は廃止されている。ライト・エアラインズは破産宣告前の1970年代から80年代にかけて同空港を拠点として運行していた。1979年、ミッドウェイ・エアラインズがシカゴのシカゴ・ミッドウェー国際空港との間に定期便を運行していた。

## イベント

特設コースのレイアウト

クリーブランド・バーク・レイクフロント空港はチャンプカー・ワールド・シリーズの1戦、グランプリ・オブ・クリーブランドの開催地として使用されていたが、最後に開催されたのは2007年のことであった。同空港はアメリカ合衆国における、安全で高速走行可能なカーレースが開催できる唯一の空港であった。また、毎年労働者の日の週末にクリーブランド国際航空ショーが開催される。